# A Condessa de Hong Kong
A Condessa de Hong Kong (em inglês:  A Countess from Hong Kong é um filme estadunidense e britânico de 1967, do gênero comédia romântica, produzido, dirigido, roteirizado e com música de Charlie Chaplin.
O orçamento de A condessa de Hong Kong foi de 3,5 milhões de dólares e arrecadou em torno de dois milhões de dólares nas bilheterias. Esta foi a maior quantia obtida por um filme dirigido por Chaplin, mas assim mesmo foi considerado um fracasso comercial.
Apesar da presença de Sophia Loren, a atuação de Marlon Brando foi muito criticada por sua suposta má vontade, resultado de seus desentendimentos com o diretor e o ego de ambos. Essa obra foi considerada a pior de Charles Chaplin.
Foi o último filme de Charles Chaplin, que tinha 77 anos de idade, e que roteirizou, produziu, dirigiu e criou a trilha sonora, além de ter feito também uma ponta.

## Sinopse
Natascha, uma prostituta descendente da nobreza russa, e cuja família fugira para Hong Kong por causa da Revolução de 1917, conhece o empresário estadunidense Ogden Mears quando seu navio aporta na cidade. Ela se esconde na cabine do empresário, pois pretende entrar escondida nos Estados Unidos. Inicialmente reticente, aos poucos Ogden aceita ajudá-la.

## Elenco
- Marlon Brando como Ogden Mears
- Sophia Loren como Natascha
- Sydney Chaplin como Harvey
- Tippi Hedren como Martha
- Patrick Cargill como Hudson
- Michael Medwin como John Felix
- Oliver Johnston como Clark
- John Paul como capitão
- Margaret Rutherford como srta. Gaulswallow
- Peter Bartlett como Steward
- Bill Nagy como Crawford
- Angela Pringle como baronesa
- Jenny Bridges como condessa
- Arthur Gross como oficial da imigração
- Geraldine Chaplin como garota no salão de dança
- Angela Scoular como garota da sociedade
- Charles Chaplin como Mordomo